# Meteor z 13 października 1990 roku

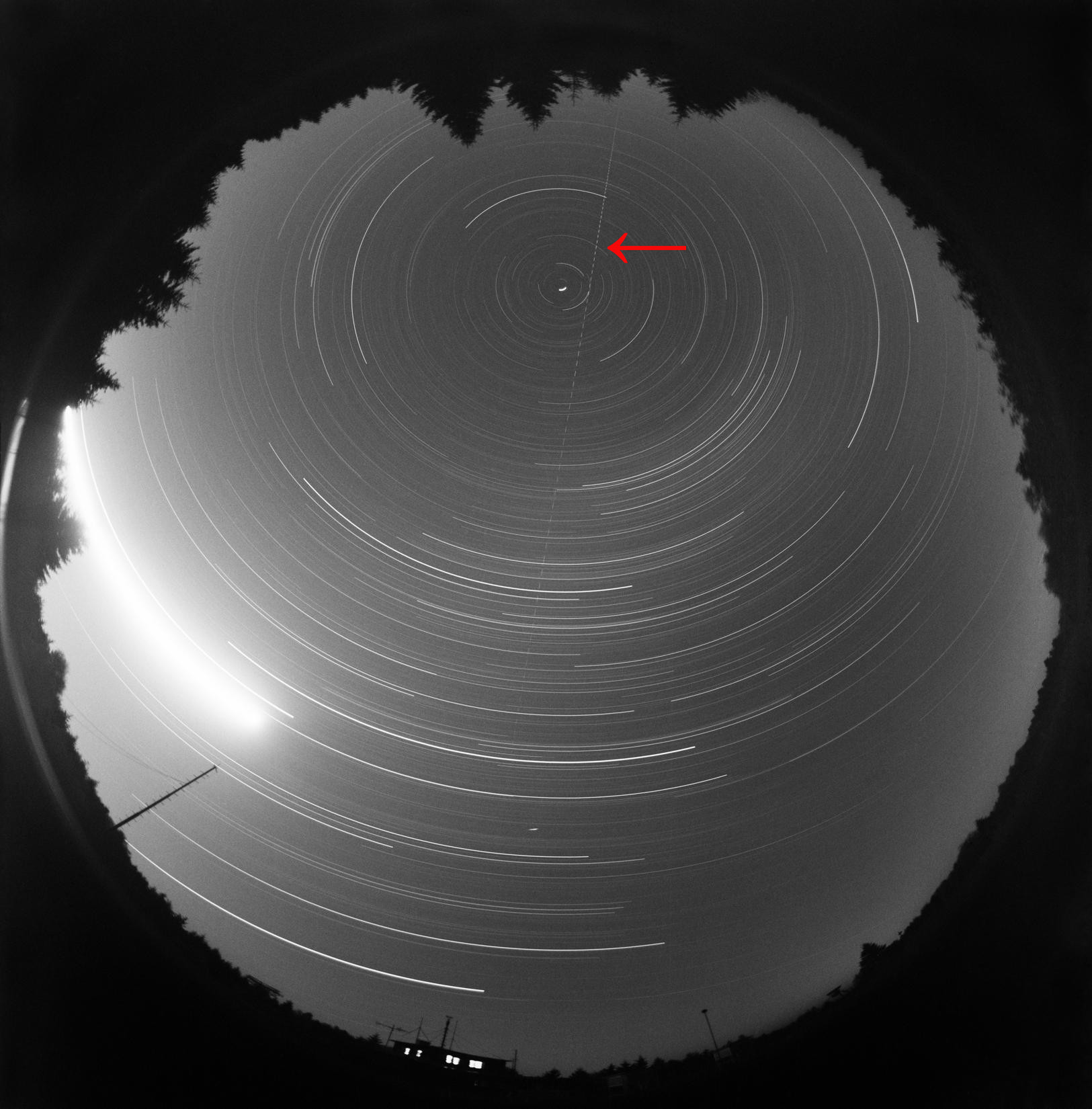
Fotografia nocnego nieba, Červená hora, Czechosłowacja: po prawej od Gwiazdy Polarnej strzałka wskazuje niemal pionowy tor meteoru. Jasny ślad po lewej to obraz Księżyca

Meteor z 13 października 1990 roku (EN131090) – meteor należący do rzadkiej grupy meteorów muskających atmosferę. Meteor wszedł w atmosferę Ziemi nad Czechosłowacją i Polską o 03:27 czasu UTC i po 10 sekundach ją opuścił. Było to drugie zarejestrowane przy pomocy aparatury astronomicznej tego rodzaju zjawisko, po zaobserwowanym w Stanach Zjednoczonych i w Kanadzie meteorze z 10 sierpnia 1972.